# Podagrion sensitivus
Podagrion sensitivus är en stekelart som beskrevs av De Santis och Diaz 1975. Podagrion sensitivus ingår i släktet Podagrion och familjen gallglanssteklar. Inga underarter finns listade i Catalogue of Life.